# 千賀有花
千賀 有花（せんが ゆか、1978年12月24日 - ）は、ブルース、リズム・アンド・ブルース、ゴスペル等のブラックミュージックを専門とするヴォーカリスト、シンガーソングライターである。
名古屋出身だが、現在は首都圏中心に活動している。
『J-BLUES』というジャンルを提唱し、新たなブルースシーンを盛り上げるため精力的に活動中。

## 概要
- 中学生頃よりブルース、リズム・アンド・ブルースを聴くようになりサム・クック = Sam Cooke、メイヴィス・ステイプルズを敬愛する。
- 大学在学中に名古屋のライブハウス Tokuzo のスタッフとして働きながら様々な音楽を聴く機会を得る。名古屋の大御所バンドバレーボールスにゲストヴォーカルとして参加する他、ブルースセッション等での活動を行う。
- 2002年より喜多郎の元ギタリストの某氏に見いだされ東京に拠点を移し、レコーディング、ライブ等の本格的な活動を開始する。
- 2003年に杉並区高円寺のJIROKICHIにて行われた永井"ホトケ"隆(vo)プロデュースによる NEW BLUES POWER Vol.4[1] のメンバーにも抜擢される他、永井隆のセッションメンバーとしても参加している。
- 音楽プロデューサーやベテランミュージシャンからの評価が高く今後期待の本格派ヴォーカリストとして注目を集める。
- 2005年から須川光(org)、田口英穂(b)、小野秀夫(dr)をメンバーに迎えたバンド「NEUTRAL」では、自作曲によるオリジナル曲にカバー曲を織り交ぜたライブを都内を中心に活動を行う。
- 2006年より、アプサラス、上田正樹とトラベリンバンドの小野秀夫(ds)のリーダーバンド「FLYING ONO BAND」で活動。
- 2007年、アルバム『FLYING ONO BAND　LIVE AT 月』を発表。
- 2009年2月より関西のギタリスト西野やすしと「BE FREE」というユニットで活動。
- 2011年1月10日、初のソロアルバム『BE FREE』をリリース。
- 2011年2月、SHAKE! FREE TV（TVA テレビ愛知・TVQ 九州放送）にプロモーション出演。
- ストレートブルースや、ソウルや、オリジナル曲も加え、都内、横浜、名古屋等、精力的にライブ活動を開始。セッション等にも数多く参加するなどその活動の幅を広げている。

## ディスコグラフィ

### オリジナルアルバム
- 2011年1月10日 『BE FREE』
  1. Love me like a man
  2. アラタナセカイ（自作曲）
  3. Cupid
  4. あなたがいるから（自作曲）
  5. In my girlish days
  6. Feel like making love
  7. Lucky Lips
  8. BE FREE（自作曲）

### 参加アルバム
- 2003年『人生、苦もありゃ野球が有るさ』PUNK プロ野球応援歌（快音団（KAIONDAN）） 中日ドラゴンズ応援歌のパートにコーラスで参加[2]
- 2007年『LIVE AT 月』FLYING ONO BAND 小野秀央(ds)リーダーバンド 自主制作[3]

### 参加イベント
- 2004年10月、ITSフェスティバル（愛・地球博プレイベント、名古屋・オアシス21、NKH中部ブレーンズ主催）NEUTRALで参加

### その他
- 2011年1月10日、アルバム『BE FREE』をリリースキャンペーン中に、名古屋の地域FM局MID-FMに出演。

## その他
- 中高生の時期より名古屋市内のレコード・CD店に通いつめ、レコード・CD店ではかなり知られた存在であったようである。
- 首都圏に拠点を移す以前は、名古屋市（特にライブハウス「Tokuzo」のある千種区今池終焉）をテリトリーとしていた。今でも「今池girl」を自認しているようである。
- ライブハウス「Tokuzo」に就職した理由は、“店内にあったレコード、CDのコレクションを思い切り聞けると良い”と思ってマスターに直談判したという逸話がある。
- 大学卒業したとき、大学の友人に同じ趣味の人がいなかったらしく、卒業旅行はひとりでメンフィスとニューオーリンズに行く。
- 好きなソールフードは「ひつまぶし」、「味噌煮込みうどん」、 お国の食べ物 etc が多彩にあるらしいが、名古屋出身の女優・竹下景子さんが名古屋に来ると必ず買って帰るという「イチビキ・献立いろいろみそ」のように、千賀有花さんは「寿がきや・Sugakiya 和風とんこつラーメン・生」を買って帰るようである。
- 動物好きで、愛犬家である。現在は活動の都合で何も飼っていない。実家にはミニチュアダックスの「ミッシェル」がいる。